# Resolutie 2197 Veiligheidsraad Verenigde Naties
Resolutie 2197 van de Veiligheidsraad van de Verenigde Naties werd op 29 januari 2015 met unanimiteit aangenomen door de VN-Veiligheidsraad en verlengde de VN-vredesmacht in Cyprus opnieuw met een half jaar.

## Achtergrond
Nadat in 1964 geweld was uitgebroken tussen de Griekse en Turkse bevolkingsgroep op Cyprus stationeerden de VN de UNFICYP-vredesmacht op het eiland. Die macht wordt sindsdien om het half jaar verlengd. In 1974 bezette Turkije het noorden van Cyprus na een Griekse poging tot staatsgreep. In 1983 werd dat noordelijke deel met Turkse steun van Cyprus afgescheurd. Midden 1990 begon het toetredingsproces van (Grieks-)Cyprus tot de Europese Unie, maar de EU erkent de Turkse Republiek Noord-Cyprus niet. In 2008 werd overeengekomen een federale overheid met één internationale identiteit op te richten, naast twee gelijkwaardige deelstaten.

## Inhoud
Er was vooruitgang geboekt bij de onderhandelingen, maar dit had nog niet tot een allesomvattend en duurzaam akkoord geleid. Men riep dan ook dringend  op om de gestructureerde onderhandelingen te hervatten teneinde overeenstemming te bereiken over de kernkwesties. Ook werd opnieuw om de uitvoering van vertrouwensmaatregelen gevraagd, zoals het openen van meer grensovergangen.
Het mandaat van de UNFICYP-vredesmacht op Cyprus werd verlengd tot 31 juli 2015. Beide partijen werden opgeroepen om verder met de missie samen te werken inzake de afbakening van de VN-Bufferzone en de aide-mémoire uit 1989, en er ontmijningsoperaties toe te laten. Ook werd de Turks-Cypriotische zijde opnieuw gevraagd de situatie in Strovilia te herstellen.

## Verwante resoluties
- Resolutie 2135 Veiligheidsraad Verenigde Naties (2014)
- Resolutie 2168 Veiligheidsraad Verenigde Naties (2014)
- Resolutie 2234 Veiligheidsraad Verenigde Naties
- Resolutie 2263 Veiligheidsraad Verenigde Naties (2016)

Lijst ·  2196 ·  2197 ·  2198 ·  2199 ·  2200 ·  2201 ·  2202 ·  2203 ·  2204 ·  2205 ·  2206 ·  2207 ·  2208 ·  2209 ·  2210 ·  2211 ·  2212 ·  2213 ·  2214 ·  2215 ·  2216 ·  2217 ·  2218 ·  2219 ·  2220 ·  2221 ·  2222 ·  2223 ·  2224 ·  2225 ·  2226 ·  2227 ·  2228 ·  2229 ·  2230 ·  2231 ·  2232 ·  2233 ·  2234 ·  2235 ·  2236 ·  2237 ·  2238 ·  2239 ·  2240 ·  2241 ·  2242 ·  2243 ·  2244 ·  2245 ·  2246 ·  2247 ·  2248 ·  2249 ·  2250 ·  2251 ·  2252 ·  2253 ·  2254 ·  2255 ·  2256 ·  2257 ·  2258 ·  2259